# Seasteading

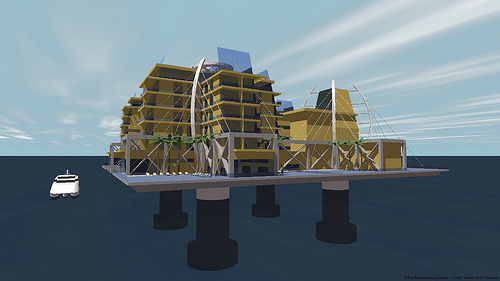
Návrh „seasteadu“ od Seasteading Institute pojmenovaný ClubStead

Seasteading je koncept vytváření trvalých obydlí na moři, tzv. seasteadů, v mezinárodních vodách mimo území nárokované existujícími vládami.
Na volném moři zatím nikdo nevytvořil stavbu, která by byla uznána jako suverénní stát. Navrhované konstrukce zahrnují upravené výletní lodě nebo ropné plošiny a na zakázku postavené plovoucí ostrovy.
Zastánci tvrdí, že seasteady mohou „poskytnout prostředky pro rychlé inovace v dobrovolné správě (voluntary governance) a zvrátit poškozování životního prostředí v našich oceánech ... a podpořit podnikání.“ Někteří kritici se obávají, že seasteady jsou navrženy spíše jako útočiště pro bohaté, aby se vyhnuli daním nebo jiným povinnostem..
Ačkoli seasteading budí dojem svobody od nežádoucích pravidel a předpisů, jsou moře „jedněmi z nejpřísněji regulovaných míst na Zemi“, přestože se zdají být bez hranic a svobodná; zejména průmysl výletních lodí je silně regulován.
Termín seasteading je blend, který pochází z 60. let 20. století. Kombinuje slova „sea“ = moře a „homestead“ = usedlost, resp. „homesteading“ = přidělování půdy novousedlíkům.